# سامانه برنج-ماهی

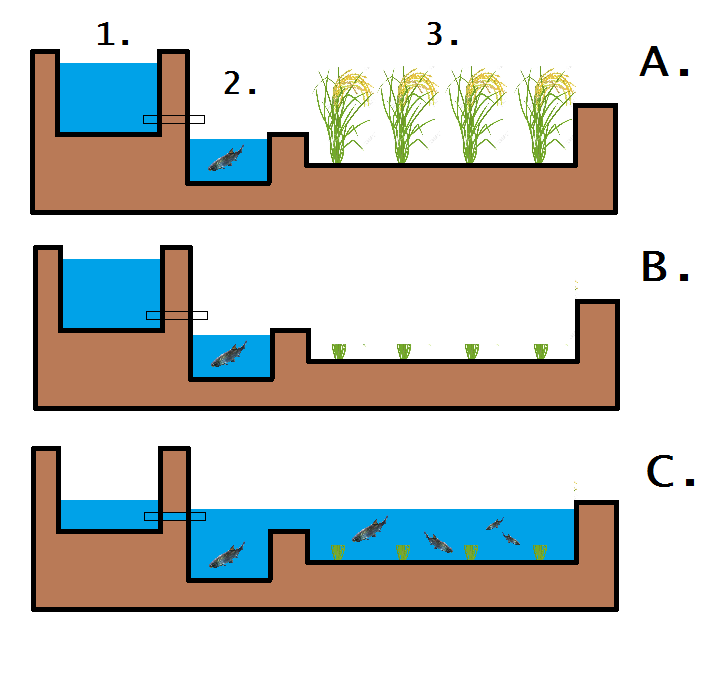
طراحی سیستم برنج-ماهی با کانال‌ها الف: پیش از برداشت ب: پس از برداشت ج: بازغرقابی

سامانهٔ برنج-ماهی (به انگلیسی: Rice-fish system) یک روش چندکشتی است که کشاورزی برنج را با آبزی‌پروری، معمولاً با ماهی‌های آب شیرین، ادغام می‌کند. این عمل بسیار ارزشمند است، زیرا یکی از نخستین مواردی بود که طبق FAO-GEF (تسهیلات جهانی محیط زیست) به عنوان «سیستم میراث کشاورزی مهم جهانی» در نظر گرفته شد. این بر اساس یک رابطه همزیستی دوجانبه سودمند بین برنج و ماهی است که با وارد شدن به یک اکوسیستم ایجاد می‌شود. مزایای بسیاری در حوزه‌های مختلف با این سیستم‌ها همراه است.
برآورد می‌شود که کشت همزمان برنج و ماهی بیش از ۲۰۰۰ سال قدمت داشته باشد. مدل‌های سفالی باستانی مزارع برنج شامل مدل‌های مینیاتوری ماهی مانند کپور معمولی در مقبره‌های سلسله هان در چین یافت شده است. این سیستم در جایی در قاره آسیا مانند هند، تایلند، شمال ویتنام و جنوب چین سرچشمه گرفت. این عمل احتمالاً در چین آغاز شده است زیرا آنها نخستین تمرین‌کنندگان آبزی‌پروری بودند.
یک مطالعه اولیه در استان جیانگ سو در سال ۱۹۳۵ نشان داد که پرورش ماهی کپور سیاه (Mylopharyngodon piceus)، ماهی آمور، کپور نقره‌ای، کپور سرگنده (Aristichthys nobilis) و کپور معمولی همراه با برنج سودمند است.